# Baguette pour cheveux
Pour les articles homonymes, voir baguette.

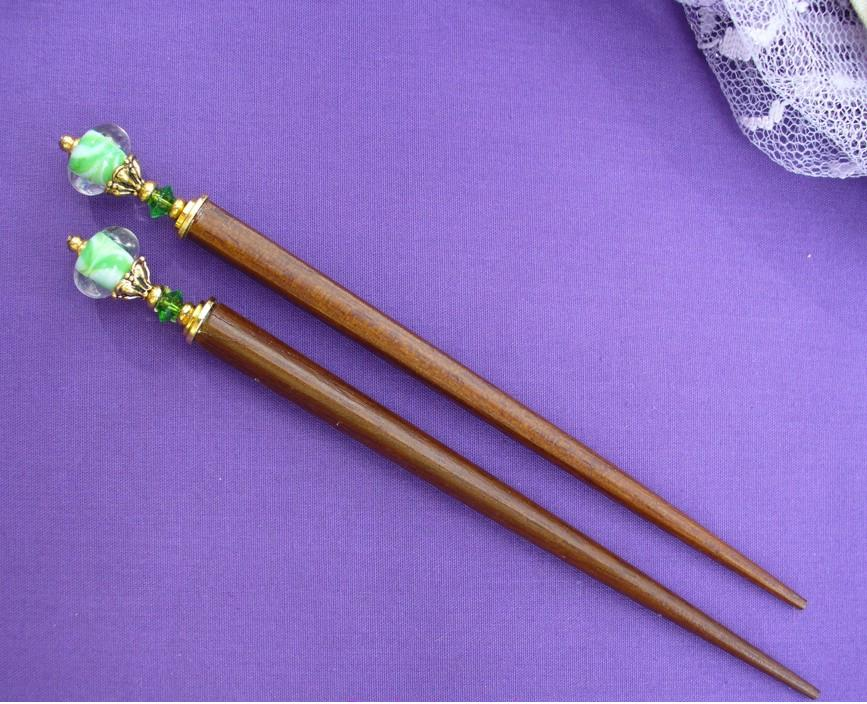
Baguette pour cheveux

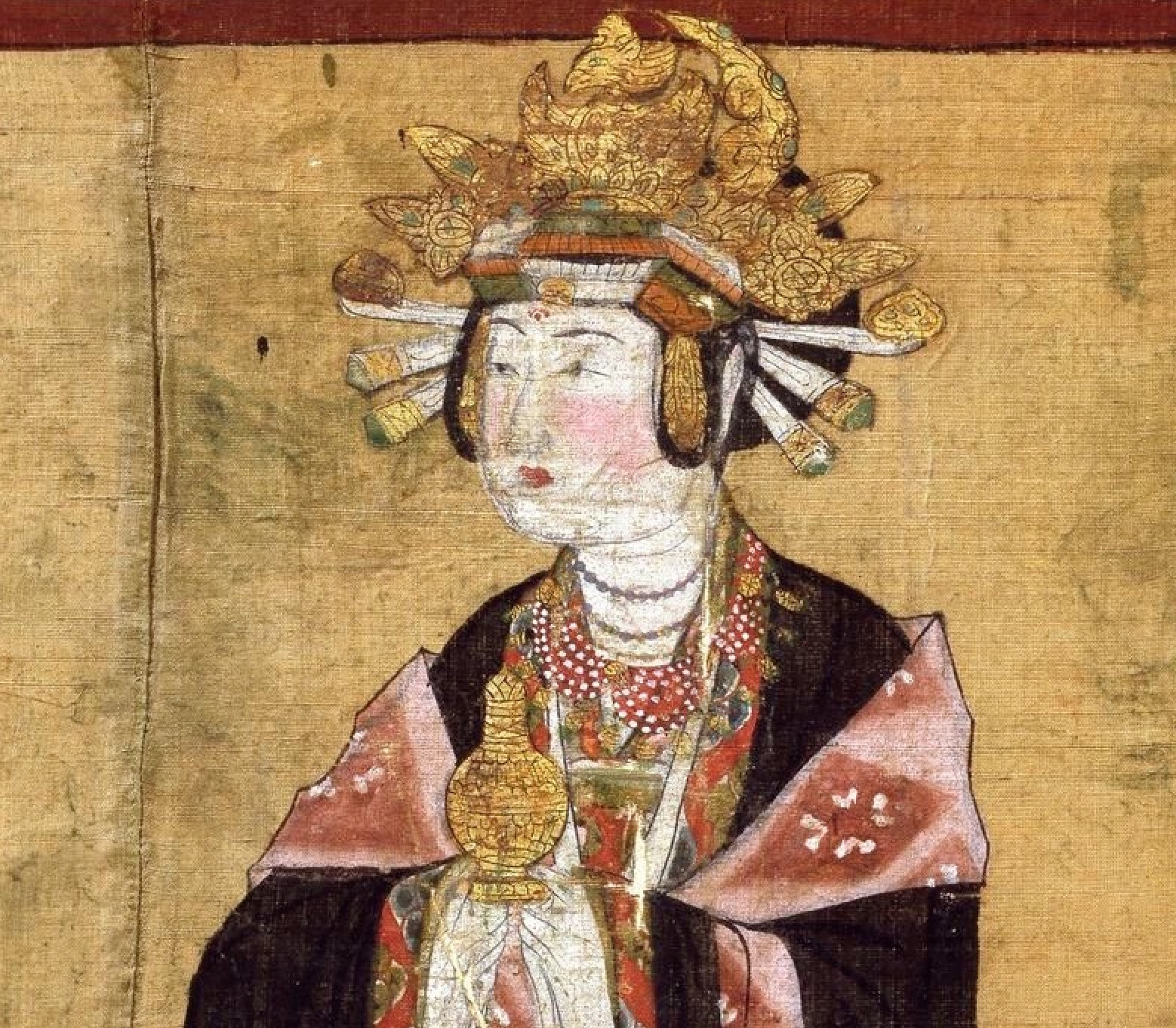
Portrait d'un donateur religieux portant des baguettes pour cheveux décorés d'or et de jade, 983 apr. J.-C.

Une baguette pour cheveux (également bâton) est un ustensile droit et pointu, généralement entre 13 cm à 23 cm de longueur, utilisé pour maintenir les cheveux d'une personne en place dans un chignon ou une coiffure similaire.
Contrairement à beaucoup d'épingles à cheveux, qui sont généralement petits et assez simples,[réf. nécessaire] les bâtons de cheveux sont souvent plus élaborés et décoratifs, et comportent des bijoux ou avec des designs taillé qui les font ressortir comme des bijoux de luxe.[réf. nécessaire] Les prix des baguettes de cheveux varient considérablement en fonction du style, du matériau et de l'artisanat. Les bâtonnets de cheveux en plastique les moins chers coûtent moins de 1 $, mais les bâtonnets de cheveux personnalisés et fabriqués à la main par des artistes peuvent coûter 200 $ ou plus. 

## Utilisation historique
Les baguettes pour cheveux sont utilisés depuis des milliers d'années et ont été trouvés dans les cultures de l'Égypte antique, de la Rome antique, et de la Grèce antique,[réf. nécessaire] en Inde et en Chine. Bien que certaines d'entre elles aient été ornés de bijoux, des objets de luxe, tels que les baguettes de cheveux en or d'Égypte, plus courants, des baguettes de cheveux en bois ont également été trouvés dans des cultures telles qu'à Rome, suggérant qu'elles étaient largement utilisés par les gens, quelle que soit leur situation financière. Cependant, la culture la plus influente sur les baguettes de cheveux modernes a été la culture japonais, et en particulier l'utilisation de kanzashi.[réf. nécessaire]
De nombreuses baguettes à cheveux modernes bénéficient d'une approche élaborée de la conception de kanzashi plutôt que de la conception simple d'épingles fonctionnelles, mais les kanzashi sont utilisés dans un cadre beaucoup plus rigoureux et traditionnel. [réf. nécessaire] De nombreux kanzashi ont des motifs floraux, en particulier ceux utilisés par les saisons changeantes et par les geishas.

## Galerie
- Han chinois : épingle à cheveux chinoise, Buyao
- Coréen : Binyeo
- Japonais : Kanzashi

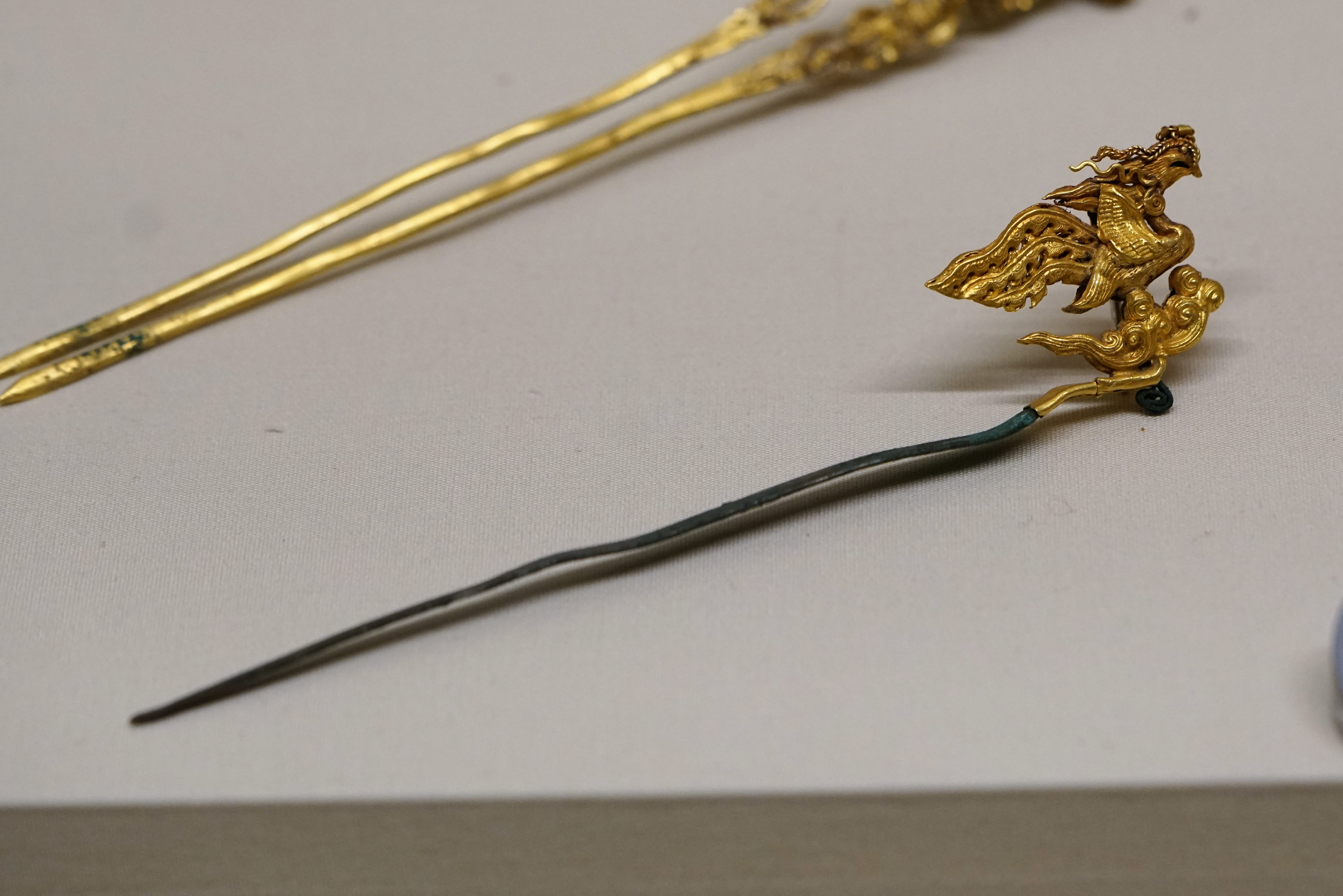
Chai (en haut) et ji (en bas), deux types d'épingles à cheveux chinoises
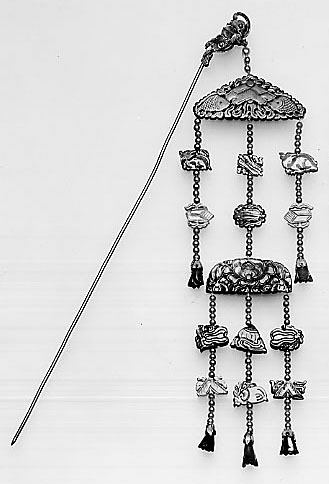
Buyao, un type d'épingle à cheveux chinoise